# 페르세우스자리 S
페르세우스자리 S(S Persei)는 페르세우스자리 내 이중성단 중 하나인 NGC 869의 북쪽에 위치한 적색초거성이다. 이 별은 페르세우스자리 OB1 성협의 구성원이며 부피만으로 한정할 경우 알려진 별들 중 극도로 거대한 부류에 속한다. 페르세우스자리 S는 준규칙 변광성으로 밝기의 변화가 미라형 변광성보다 불규칙하다.

## 발견
1874년 독일 천문학자 아달베르트 크뤼거는 이 별의 밝기가 변화하는 것을 알아낸 뒤 '페르세우스자리 S' 명칭을 붙였다. 이후 이 명칭은 HD 14528, BD+57 552 등 당대의 주요 항성 목록들에 등재되었다.

## 밝기 변화
페르세우스자리 S는 밝기가 수 등급의 진폭 범위에서 천천히 변화하며 극대기와 극소기의 밝기는 최대 40 배까지 차이가 난다. S의 변광 주기 중 가장 뚜렷한 것은 간격이 약 2년 남짓으로 예측할 수 없는 면모를 확실하게 보여준다. 밝기의 진폭은 대략 1 등급부터 약 4 등급까지 편차가 매우 크게 나타나는데 지금까지 이 현상은 약 940 일 길이의 2차 주기 때문에 생기는 맥놀이로 해석되어 왔다. 다른 분석에서는 813 ± 60 일 길이의 1차 주기만 발견했다.
페르세우스자리 S는 SRc형의 준규칙 변광성으로 분류되며 이는 S가 초거성임을 뜻한다. S의 가시광선상 밝기의 진폭은 SRc형 변광성들 중에서도 아주 큰 부류에 들어간다. 변광성 일반 목록에는 이 별의 밝기가 7.9 ~ 12.0 등급 사이에서 변화하는 것으로 수록되어 있으며, S는 상기 목록에 실린 이후 밝기가 계속 어두워져 왔다.
페르세우스자리 S의 분광형 역시 변화한다. 통상적으로 S는 M3 또는 M4형 적색초거성으로 분류되나 가시광선상 극소기일 때에는 M7 또는 M8까지 대폭 냉각될 수 있으며 이는 초거성 중에서는 매우 드문 사례이다.

## 특성
준규칙 변광성에 속하면서 시각적으로 밝은 변광성 다수는 극도로 거대하면서도 광도가 높기 때문에 먼 거리에서도 눈에 띈다. 페르세우스자리 S의 반지름은 태양의 780 배이지만 실제로는 더 거대하여 태양의 1230 배일 수도 있다. S는 극대거성으로 불려 왔다. S의 각지름은 직접 측정되었으며 약간 찌그러진 모양을 하고 있다. S의 외관을 균일한 원반으로 가정하여 모형화할 경우 S의 반지름은 태양의 1,212 ± 124 배로 나온다.
S의 표면 온도는 DUSTY 모형을 사용하여 스펙트럼을 통해 계산했으며 이로부터 나온 유효 광구 온도는 3600 켈빈, 별 주변을 두르고 있는 원환체 형태 먼지 구조의 온도는 900 켈빈이었다. 이 값은 종전의 연구들과 부합되나 이로부터 도출되는 별의 광도는 논문 저자에 따라 태양 광도의 86000 배부터 186000 배까지 다양하게 나온다. 보다 오래 전 논문들에서는 S의 광도를 보다 높게, 표면 온도를 낮게 도출했으며 그로부터 별의 반지름을 더 크게 추정했었다.
페르세우스자리 S의 질량 역시 정확하지는 않으나 태양 질량의 20 배 정도일 것으로 추정하고 있다. S는 매년 태양 질량의 6.8×10−6 배에 해당되는 물질을 잃고 있으며 이렇게 탈출한 물질은 항성 주위에 가스와 먼지로 이루어진, 거대하고 복잡한 환경을 형성하고 있다.

## 위치
페르세우스자리 S는 물 분자(메이저 방출을 만듦)가 포함된 구름에 둘러싸여 있다. 이로 인해 초장기선 간섭계를 이용하여 지구로부터 S까지의 거리를 매우 정확하게 측정할 수 있으며 연주시차 값은 0.413 ± 0.017 밀리초각이 나온다. 참고로 가이아 데이터 2차 방출이 제공한 시찻값은 0.2217±0.1214 밀리초각이다. S는 이중성단의 중심부보다 좀 더 지구로부터 멀리 떨어져 있으나 페르세우스 OB1 성협 및 우리은하의 페르세우스 팔 범위를 벗어나지는 않음이 확실하다.
페르세우스자리 S는 이중성으로, 주성인 적색초거성 S로부터 69" 떨어진 곳에 11 등급 밝기의 A0 분광형 동반성이 있다. 이외에도 S로부터 0.5 도를 넘지 않는 거리 안쪽에 8 ~ 10 등급 밝기의 항성 여러 개가 있다.